# Keep It Together
Keep It Together a fost al șaselea și ultimul single al Madonnei de pe al patrulea album de studio, Like a Prayer, lansat pe 30 ianuarie 1990. A fost lansat numai în Statele Unite, Japonia și Canada, iar în Australia cu dublă față A cu „Vogue”.

## Structura
Din punct de vedere al versurilor, „Keep It Together” este un tribut inspirațional adus importanței familiei și oferirii sprijinului celui apropiat.